# إريك بيمنتل
إريك بيمنتل (بالإسبانية: Erik Pimentel)‏ (15 مايو 1990 في المكسيك - ) هو لاعب كرة قدم مكسيكي في مركز الدفاع. لعب مع أتلانتي إف سي ونادي أمريكا.

## وصلات خارجية
- إريك بيمنتل على موقع الاتحاد الدولي (مؤرشف)  (الإنجليزية)
- إريك بيمنتل على موقع إي إس بي إن إف سي (الإنجليزية)
- إريك بيمنتل على موقع قاعدة بيانات كرة القدم.إي يو (الإنجليزية)
- إريك بيمنتل على موقع Soccerway.com (الإنجليزية)
- إريك بيمنتل على موقع AS.com (الإسبانية)